# Bionic Woman
Bionic Woman è una serie televisiva del 2007 creata da David Eick e prodotta dalla NBC. È un remake della serie televisiva trasmessa dalle reti televisive ABC e NBC La donna bionica (1976-1978), creata da Kenneth Johnson come spin-off della serie televisiva L'uomo da sei milioni di dollari (1974-1978), basata sul romanzo Cyborg di Martin Caidin.

## Trama
La barista Jaime Sommers è occupata nel crescere la sorella minore a San Francisco e raggiungere la fine del mese con il suo magro stipendio. Dopo essere quasi morta in un incidente stradale, Jamie viene salvata dal suo ragazzo Will Anthros, che la opera utilizzando degli impianti e delle avanzate protesi bioniche che sostituiscono le sue gambe, il braccio, l'orecchio e l'occhio destro, trasformandola nella Donna Bionica. Successivamente viene arruolata da un servizio antiterroristico, divenendo un agente segreto.

## Episodi
| Stagione       | Episodi | Prima TV originale | Prima TV Italia |
| -------------- | ------- | ------------------ | --------------- |
| Prima stagione | 8       | 2007               | 2008            |

## Personaggi e interpreti
- Jaime Sommers, interpretata da Michelle Ryan, doppiata in italiano da Domitilla D'Amico.[1]
Barista di San Francisco originaria dell'Iowa, dotata di protesi cibernetiche che le conferiscono forza e poteri superiori, che viene assunta come agente segreto da un'organizzazione antiterroristica.
- Becca Sommers, interpretata da Lucy Kate Hale, doppiata in italiano da Alessia Amendola.[1]
La sorella quindicenne di Jaime Sommers, cui lei deve badare e farle da madre sostitutiva.
- Sarah Corvus, interpretata da Katee Sackhoff, doppiata in italiano da Laura Boccanera.[1]
- Antonio Pope, interpretato da Isaiah Washington, doppiato in italiano da Massimo Bitossi.[1]
- Jonas Bledsoe, interpretato da Miguel Ferrer, doppiato in italiano da Massimo Corvo.[1]
- Will Anthros, interpretato da Chris Bowers, doppiato in italiano da Fabio Boccanera.[1]
- Nathan, interpretato da Kevin Rankin, doppiato in italiano da Enrico Pallini.[1]
- Anthony Antros, interpretato da Mark Sheppard, doppiato in italiano da Rodolfo Bianchi.[1]
- Roth Treadwell, interpretata da Molly Price.[1]
- Jae Kim, interpretato da Will Yun Lee.[1]

## Produzione
David Eick ha lavorato come produttore esecutivo insieme a Laeta Kalogridis e Jason Smilovic.
Nella serie appaiono diversi attori protagonisti di un'altra serie televisiva prodotta da Eick, Battlestar Galactica. Come protagonista c'è infatti Katee Sackhoff (Kara Thrace "Starbuck" della serie Battlestar Galactica, "Scorpion" nella versione italiana), Callum Keith Rennie (il Cylon Leoben Conoy) nei panni di Victor, Mark Sheppard (l'avvocato Romo Lampkin) nella parte di Anthony Anthros e anche Aaron Douglas (Galen "Capo" Tyrol) che appare al termine del 1º episodio.
Dopo il successo dei primi episodi, gli ascolti sono progressivamente diminuiti. Inoltre, a causa dello sciopero indetto dal sindacato degli sceneggiatori e di alcuni problemi tra gli autori, sono andati in onda solo otto episodi e, nel marzo 2008, la NBC ha ufficialmente cancellato la serie.